# Mircea Frățică
Mircea Frățică (ur. 14 lipca 1957 w Pogoanele) – rumuński judoka.
Na Igrzyskach Olimpijskich w Los Angeles w 1984 zdobył brązowy medal w wadze półśredniej (ex aequo z Francuzem Michelem Nowakiem). Cztery lata wcześniej w Moskwie zajął piąte miejsce. Do jego osiągnięć należy również brązowy medal mistrzostw świata (Moskwa 1983). Ma w swoim dorobku także dwa medale mistrzostw Europy – złoty (Rostock 1982) i brązowy (Wiedeń 1980).